# Les Nuits de Chicago
Pour les articles homonymes, voir Underworld.
 (août 2025).
Si vous disposez d'ouvrages ou d'articles de référence ou si vous connaissez des sites web de qualité traitant du thème abordé ici, merci de compléter l'article en donnant les références utiles à sa vérifiabilité et en les liant à la section « Notes et références ».
Pour plus de détails, voir Fiche technique et Distribution.
Les Nuits de Chicago (Underworld) est un film américain réalisé par Josef von Sternberg et sorti en 1927.
Ce film muet a reçu l'Oscar du meilleur scénario (Oscar de la meilleure histoire originale) écrit par Ben Hecht à la demande de Josef von Sternberg.
Le film est le premier du genre cinéma criminel d'après André Roy.

## Synopsis
Bull Weed, un des chefs de la pègre à Chicago, a pris sous sa protection un ancien avocat ruiné par l'alcool, véritable épave devenue valet nettoyeur de bar et qu’il protège de l’agression du bandit son rival Buck Mulligan. L’avocat lui dit qu’il est une Rolls Royce de la loyauté et Bull le surnomme ensuite Rolls Royce puis lui apporte son aide, mais ce dernier n'a de cesse que de vouloir lui rendre service pour le remercier de son aide. Celui-ci devient progressivement amoureux de Lucy qui est apparemment la compagne de Bull. Lucy est appelée par tous Plumes qu'elle porte en manteau. Elle part au bras de Bull au bal des gangsters qui ne doivent alors cette nuit-là ne pas se battre entre eux. Elle devient la reine du bal des gangsters de Chicago. Mais Bull boit trop, s'enivre et s'endort avant qu'elle soit couronnée reine. C'est alors que Buck Mulligan son ennemi veut s'amuser avec Plumes et l'enlève pour l'embrasser. Mais Plumes avant a réveillé Bull qui poursuit ensuite Buck qu'il finit achever à coups de revolver. Capturé par la police, Bull Weed est jugé et condamné à mort par pendaison. Il est mis en attendant le lendemain matin, dans une cellule à barreaux de fer, où il joue à une partie de jeu de dames avec le gardien à travers les barreaux. 
Rolls Royce et Plumes prévoient d'arriver avec le gang en corbillard une heure avant et d'ouvrir le feu pour libérer Bull. Mais la police l'apprend et leur plan échoue. Plumes embrasse Rolls Royce et ils se disent qu'ils s'aiment. Ils font leur valise pour partir ensemble mais Rolls Royce lui dit qu'on ne peut faire cela à un ami et Plumes se déclare honteuse pour la première fois de sa vie. Bull s'évade ensuite avant d'être pendu en tuant son gardien et en prenant la fuite. Il part jusqu'à la planque à double entrée où il retrouve Plumes qu’il accuse de trahison avec Rolls Royce. La police le retrouve et l'assaille de l’extérieur. Il riposte à la mitraillette. Il ne peut s'enfuir car la deuxième porte de sortie a été fermée par Rolls Royce qui comptait s'enfuir avant avec Plumes. Mais fidèle à sa loyauté envers Bull, Rolls Royce revient et ouvre la deuxième porte. 
Il propose alors à Buck de s'enfuir avec lui et Plumes. Buck est heureux de l'aide que lui apporte Rolls Royce qu'il fait sortir tous les deux seulement avec Plumes par la sortie cachée. Puis Bull Weed s’enferme dans la pièce et il met un mouchoir blanc sur sa mitraillette qu’il montre par la fenêtre. Il se rend ensuite tranquillement à la police en mettant les bras en l’air. Le chef de police lui dit qu'il n'a fait que retarder d'une heure sa pendaison. Avec un grand sourire Bull Weed réplique qu'il a compris que cette heure est plus importante que toute sa vie.

## Fiche technique
- Titre : Les Nuits de Chicago
- Titre original : Underworld
- Réalisation : Josef von Sternberg
- Photographie : Bert Glennon
- Producteurs : Hector Turnbull
- Distribution : Paramount Pictures
- Pays de production :  États-Unis
- Genre : Film noir, film de gangsters, drame, romance
- Durée : 89 minutes
- Date de sortie :
  - États-Unis : 1927

## Distribution
- George Bancroft : 'Bull' Weed
- Evelyn Brent : 'Feathers' McCoy
- Clive Brook : Rolls Royce Wensel
- Fred Kohler : 'Buck' Mulligan

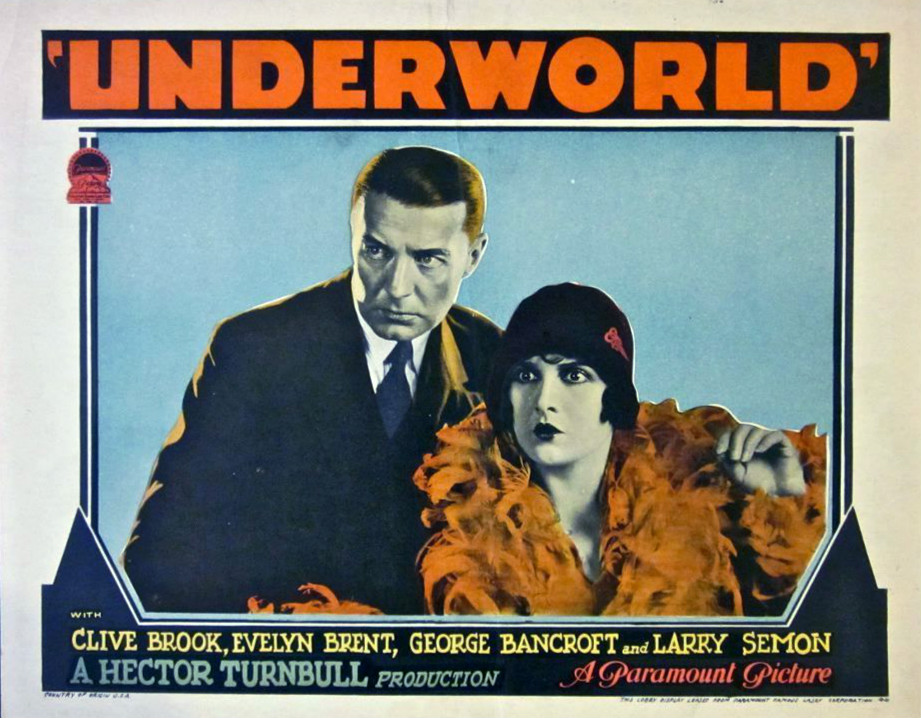
Carte promotionnelle du film.

- Helen Lynch : Meg, la fille de Mulligan
- Larry Semon : 'Slippy' Lewis
- Jerry Mandy : Paloma

## Distinction
- Oscar du meilleur scénario (Oscar de la meilleure histoire originale) pour Ben Hecht